# تحفة قديمة

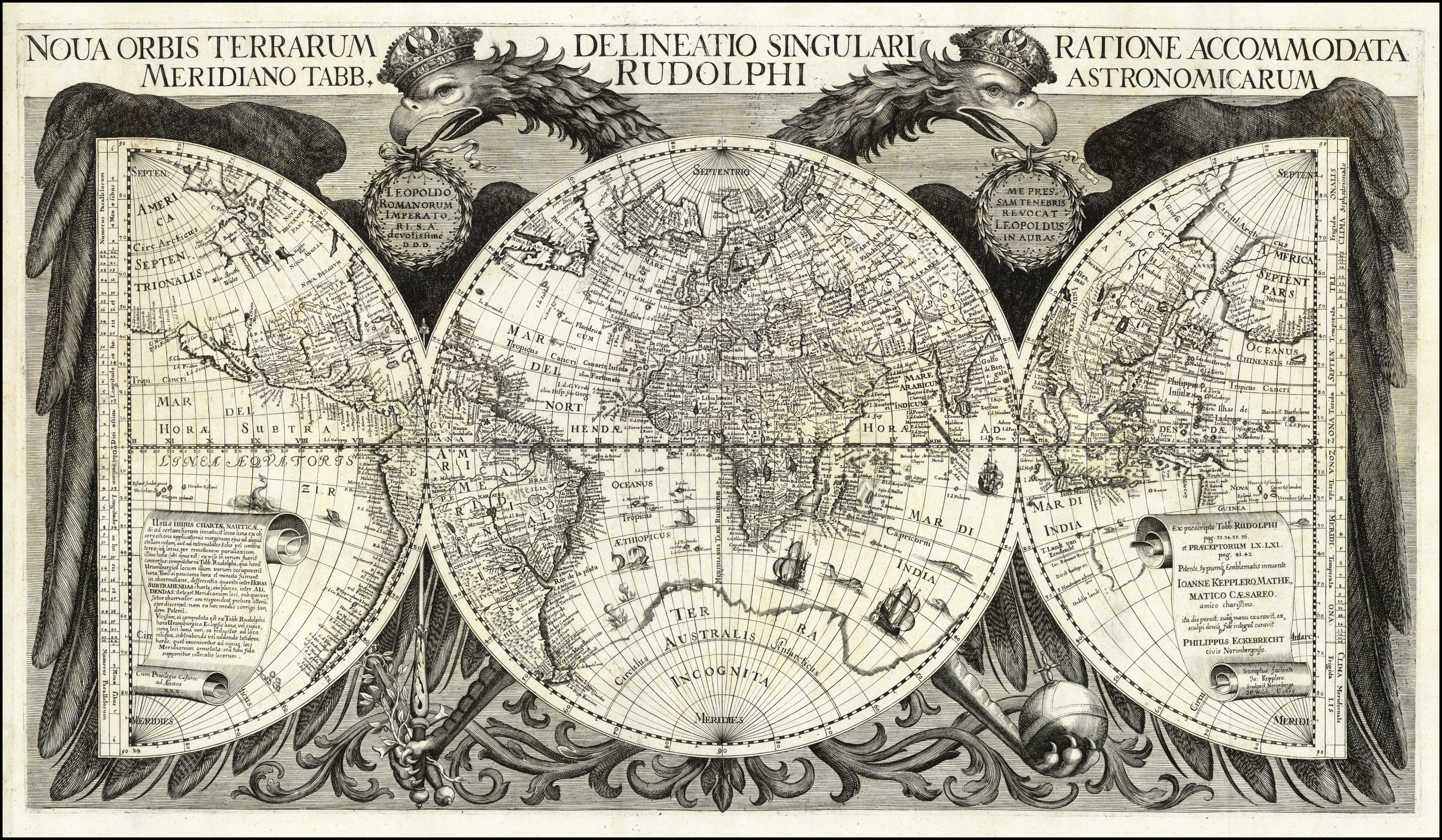
خريطة أثرية

أثر أو أثار أو أثرية (بالإنجليزية: Antique)‏ (بالاتنية antiquus أي «القديمة»، «الأثرية») وهو جمع الشيء أو العنصر القديم. وهذة الاشياء يتم جمعها أما مرغوبا فيه نظرا للتقادم الزمني، الجمال، الندرة، حالتها وفائدتها، وصلتها العاطفية الشخصية، أو لمزاياها الفريدة الأخرى. وهي عبارة عن الكائن الذي يمثل حقبة أو فترة زمنية سابقة في المجتمع البشري.
ومن التعريف الشائع للشيء الاثري أو «العتيق» أنه يمثل الأشياء التي لا يقل عمرها عن 100 عاما 

## التعريف
- لغة: بالرجوع في اللغة العربية لمعنى كلمة أثَرِيٌّ: الأَثَرِيُّ من الأشياء: القديم المأثور
- قَصْرٌ أثَرِيٌّ: قَدِيمٌ، أيْ مِنَ الآثارِ القَدِيمَةِ
- هُوَ عَالِمٌ أَثَرِيٌّ: بَاحِثٌ وَعَالِمٌ في الآثَارِ

زَارَ الْمُتْحَفَ الأثَرِيَّ: قَصْرٌ لِلعُمُوم تُوضَعُ فِيهِ التُّحَفُ الفَنِّيَّةُ وَكُلُّ مَا لَهُ قِيمَةٌ تَاريِخِيَّةٌ.

## الأغراض

### التغيير الزمني
مصطلح «اثري» هو الانتقاص الذي يحدثه التقادم في بعض الحالات على أنها تعني أن هناك شيئا من التاريخ.

## الصين
الحكومة الصينية الحالية لها تعريفات خاصة بها ما تعتبره الاشياء الاثرية أو العتيقة. اعتبارا من الثورة الثقافية وتشمل التجارة، انفتاح الصين إلى بلدان أخرى، وقد حاولت الحكومة الصينية حماية وتعريف مغتنياتها الصينية العتيقة. ومنشأها ونجد ان معظم التحف الصينية شملت بالفعل وضع حمراء «ختم (شرق آسيا)» وضعت هناك تقليديا من قبل المالك لمن هو مقبل. كان الشعب الصيني يهتم فقط بالقطع الخاصة بهم. وبذلك يمكن للخبراء تحديد أصحاب الصور السابقة عن طريق قراءة القطع.

## الاثار

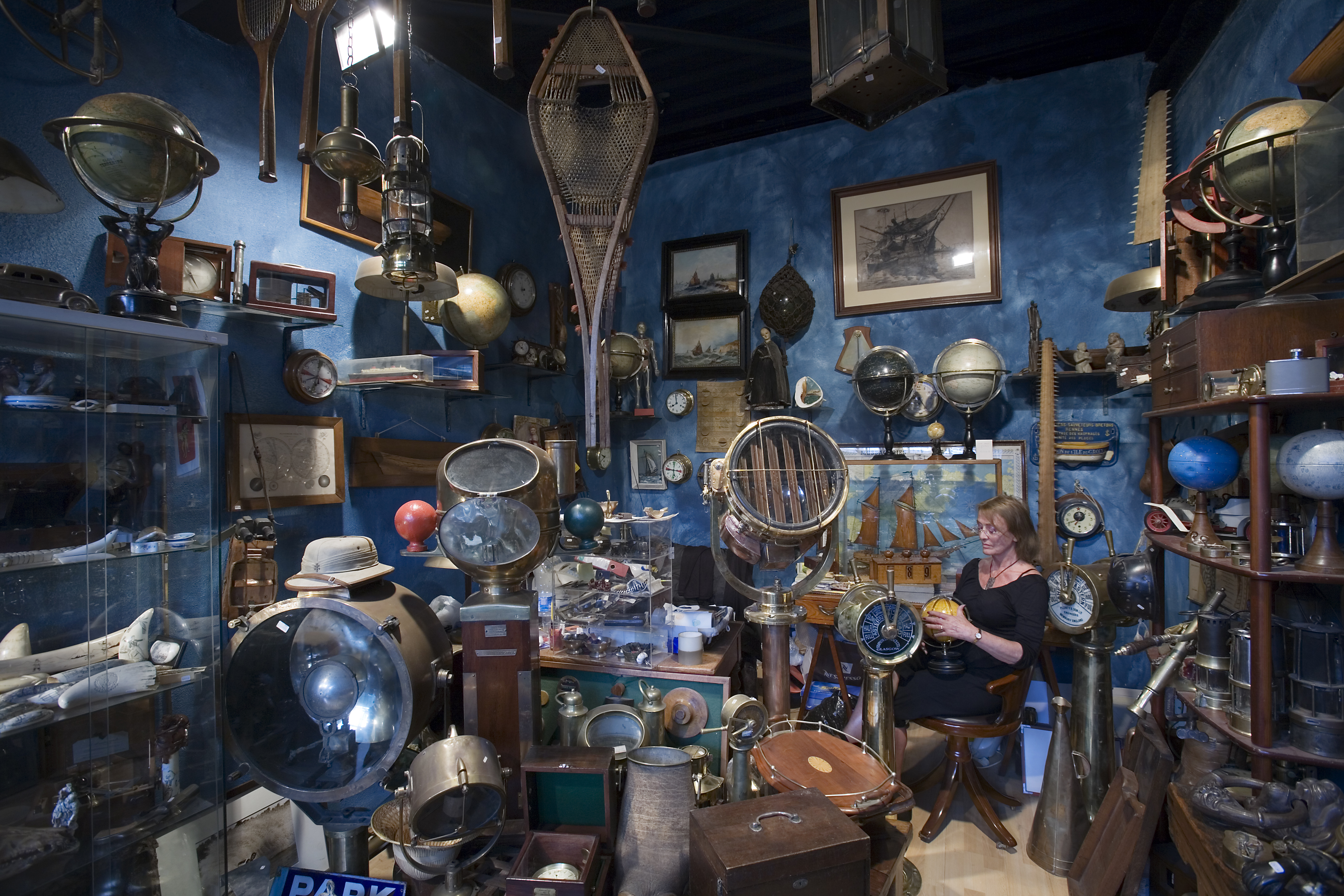
اثار عتيقة لبائع اتروس متجول في مارشيه دوفين، سانت أويه، باريس

الاثار هي البقايا والمخلفات المادية للإنسان من عمائر ومشغولات ذهبية ومعدنية وخشبية وغيرها، وترجع أهمية علم الآثار في كونها تتيح للدارسين والمهتمين بالآثار إلى معرفة تاريخ وأصل وماهية القطعة أو التحفة المرادة، كذلك فإنه يكشف النقاب عن تاريخ حضارات مندثرة كانت في طي النسيان ظهرت مرة أخرى للنور.

### أهمية الآثار
ويهتم علم الآثار بدراسة البقايا والمخلفات المادية للإنسان من عمائر ومشغولات ذهبية ومعدنية وخشبية وغيرها، وترجع أهمية الآثار في كونها تتيح للدارسين والمهتمين بالآثار إلى معرفة تاريخ وأصل وماهية القطعة أو التحفة المرادة، كذلك فإنه يكشف النقاب عن تاريخ حضارات مندثرة كانت في طي النسيان ظهرت مرة أخرى للنور.

### نشأة وتطور علم الآثار
يعد الملك البابلى “نابونيد” في القرن 6ق.م. أول من اهتم بجمع الآثار والتحف القديمة، ويأتى ذكر للمعالم الأثرية في الملحمتين الخالدتين” الإلياذة والأوديسة” للشاعر الإغريقي ” هوميروس” والتي تعد بداية الاهتمام بالآثار لدى المؤرخين. ويعد القيصر “يوليوس” الذي وصفه المؤرخين بحبة الشديد لجمع التحف القديمة بأنه أول من أنشأ متحفاً للهندسة المعمارية ومتحفاً للنحت. عرف العرب قبل الإسلام تقدير التحف الثمينة وحفظها وأهدوها لبعضهم، كما حرص المسلمون على اقتناء التحف الثمينة، كذلك نالت الآثار اهتماما في أوروبا ولاسيما في عصر النهضة في القرنين 9:10هـ / 15:16م.

## الأثاث الأثرية

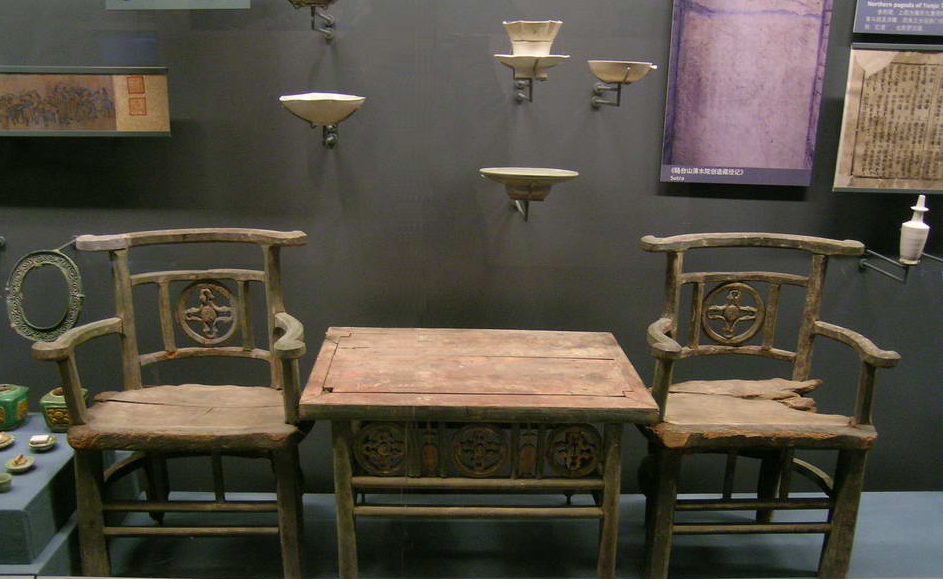
مصنوعات من التحف والأثاث الصينية سلالة لياو